# (31365) 1998 WF7
1998 دابليو أف 7 (ويعرف أيضًا باسم (31365) 1998 دابليو أف 7 وفق تسمية الكوكب الصغير) (بالإنجليزية: 1998 WF7)‏ هو كويكب ضمن حزام الكويكبات؛ وترتيبه 31365 من حيث الاكتشاف.
اكتُشف هذا الجُرم الفلكي بواسطة تاكيشي أوراتا ‏ في 23 نوفمبر 1998.

## وصلات خارجية
- (31365) 1998 WF7 في قاعدة بيانات مختبر الدفع النفاث لأجرام النظام الشمسي الصغيرة

- الاكتشاف · مخطط المدار ·  العناصر المدارية · المعلمات المادية

- (31365) 1998 WF7 على موقع ويكي سكاي: DSS2, SDSS, GALEX, IRAS, Hydrogen α, X-Ray, Astrophoto, Sky Map, Articles and images